# Toxocampa
Toxocampa là một chi bướm đêm thuộc họ Erebidae.

## Các loài
- Toxocampa angustipennis
- Toxocampa angustissima
- Toxocampa craccae
- Toxocampa cucullata
- Toxocampa decolor
- Toxocampa dorsigera
- Toxocampa enormis
- Toxocampa glycyrrhizae
- Toxocampa graciosissima
- Toxocampa ichinosawana
- Toxocampa lilacina
- Toxocampa limosa
- Toxocampa lubrica
- Toxocampa lupina
- Toxocampa lusoria
- Toxocampa maxima
- Toxocampa moellendorfi
- Toxocampa pallida
- Toxocampa pastinum
- Toxocampa recta
- Toxocampa stigmata
- Toxocampa viciae
- Toxocampa vulcanea